# Florence Reed
Pour les articles homonymes, voir Reed.
Florence Reed, née le 10 janvier 1883 à Philadelphie (Pennsylvanie) et morte le 21 novembre 1967 à Islip (New York), est une actrice de théâtre et de cinéma américaine.

## Vie privée
Elle est mariée à Malcolm Williams entre 1908 et 1937, date de la mort de l'acteur.

## Filmographie patielle
Films muets

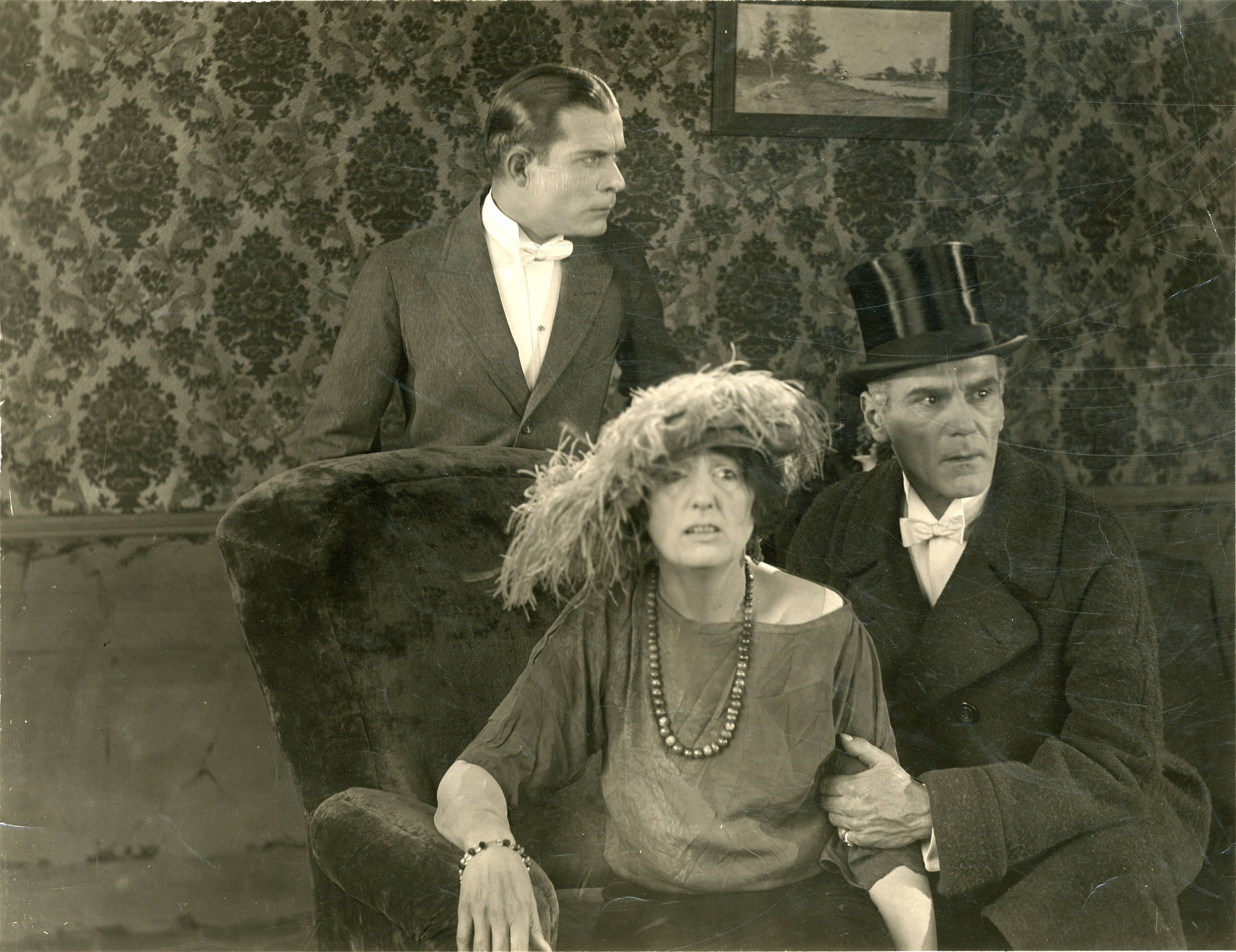
Florence Reed dans une scène du film The Black Panther's Cub (1921) avec Earle Foxe et Norman Trevor.

- 1915 : The Dancing Girl de Allan Dwan : Drusilla Ives
- 1915 : Her Own Way
- 1915 : The Cowardly Way
- 1915 : At Bay
- 1916 : New York (en)
- 1916 : The Woman's Law
- 1917 : The Eternal Sin
- 1917 : To-Day
- 1918 : The Struggle Everlasting de James Kirkwood Sr. : Body, alias Lois
- 1918 : Cœurs ennemis (Wives of Men) de John M. Stahl : Lucille Emerson
- 1919 : L'Appel du cœur (Her Code of Honor) de John M. Stahl : Helen / Alice
- 1919 : The Woman Under Oath
- 1919 : Her Game
- 1920 : The Eternal Mother
- 1921 : La Panthère noire (The Black Panther's Cub) de Émile Chautard : La Panthère noire / Mary Maudsley / Faustine

Films parlants
- 1934 : Great Expectations : Miss Havisham
- 1936 : Frankie and Johnny
- 1937 : Pension d'artistes (Stage Door) de Gregory La Cava : non créditée

## Sources
- (en) Cet article est partiellement ou en totalité issu de l’article de Wikipédia en anglais intitulé « Florence Reed » (voir la liste des auteurs).